# 남면초등학교 거아도분교
남면초등학교 거아도분교는 대한민국 충청남도 태안군 남면 거아도리 38에 있었던 공립 초등학교다.

## 연혁
- 1948년: 남면국민학교 거아도분교 개교
- 1987년: 남면국민학교 거아도분교 남면초등학교로 통폐합